# Nyx
Pour la marque de maquillage, voir NYX Professional Makeup. Pour la mini-série de comics, voir NYX (comics).
Dans la mythologie grecque, Nyx (en grec ancien Νύξ / Núx, en latin Nox) est une déesse grecque de la Nuit, fille du Chaos et personnifiant la Nuit. Selon la Théogonie d'Hésiode, elle et son frère Érèbe (les Ténèbres) sont parmi les premières divinités issues du Chaos primordial. Sa demeure se trouve au-delà du pays d'Atlas, à l'extrême Ouest.

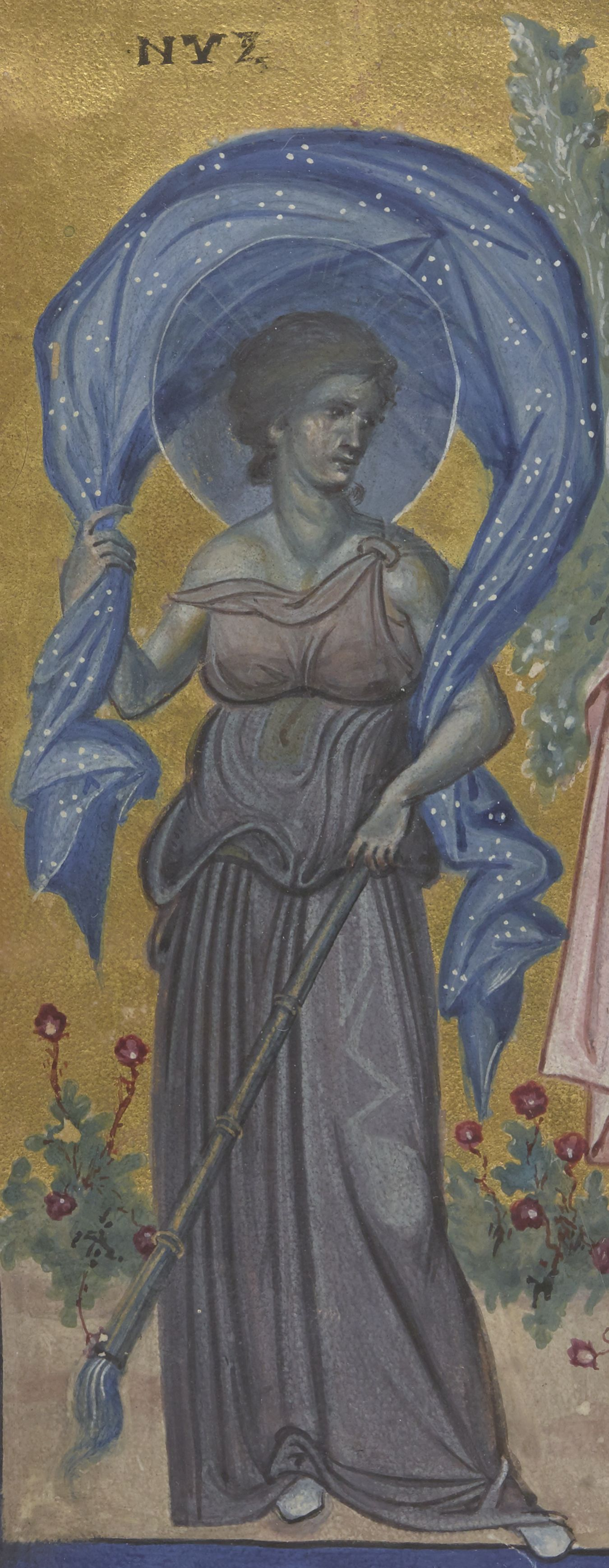
Nyx dans le Psautier de Paris (Xe siècle).

## Descendance
Dans certaines[réf. nécessaire] versions de la Théogonie d'Hésiode, Nyx engendre avec Érèbe :
- Éther, clair éclat, la partie la plus brillante de la haute atmosphère ;
- Héméra, le Jour (v. 123–125).

puis, seule :
- les Hespérides, « Nymphes du soir » gardiennes des pommes d'or (v. 215–216) ;
- les Moires qui filent la destinée (Clotho qui tisse, Lachésis qui déroule et Atropos qui coupe le fil de la vie) ;
- les Oneiroi, mille songes dont :
  - Morphée, qui confère des rêves prophétiques (v. 211–212),
  - Phobétor (« l'Effrayant »), aussi appelé Icélos (« le Semblable »), qui apporte des cauchemars ;
- deux frères jumeaux :
  - Hypnos, le Sommeil profond,
  - Thanatos, la Mort ;
- Moros, le Destin fatal ;
- les Kères, esprits des morts violentes (v. 217–222) ;
- Némésis (« Réprobation »), la Vengeance et la Justice divine ;
- Éris, la Discorde (v. 225) ;
- Philotès, l'Amour sexuel.

Selon d'autres sources, elle serait encore la mère de nombreuses créatures :
- Adicie, l'Injustice ;
- Apaté, la Tromperie ;
- Charon, nocher des Enfers ;
- Dolos, la Ruse ;
- Éléos, la Pitié ;
- Elpis, l'Espoir ;
- Épiphron, la Prudence ;
- les Érinyes, divinités persécutrices qui, chez Hésiode, naissent de la castration d'Ouranos (Théogonie, v. 185) ;
- Géras, la Vieillesse (Hésiode) ;
- Hécate, déesse de la Lune ;
- Lyssa, la Colère ;
- Momos, le Sarcasme ;
- Oizys, la Misère ;
- le Styx, fleuve des Enfers.

Selon la théogonie orphique, Nyx est également la mère de :
- Phanès.

## Astronomie
- Nix est une petite lune de Pluton (le mot est orthographié avec un i).
- (3908) Nyx est un astéroïde.

### Sources antiques
- Hésiode, Théogonie [détail des éditions] [lire en ligne] (v. 123 et 211).
- Homère, Iliade [détail des éditions] [lire en ligne] (XIV, 259 ; VIII, 488).